# 駅伝・マラソン3大決戦
駅伝 マラソン 3大決戦（えきでん - だいけっせん）とは、テレビ朝日が2005年から2014年まで11～12月中に中継する際に用いられていた長距離陸上レース中継の総称である。

## 上記のタイトルが用いられていた長距離陸上レース中継
- 全日本大学駅伝対校選手権大会（テレビ朝日・メ～テレの共同制作）
- 横浜国際女子マラソン（テレビ朝日制作）
- 福岡国際マラソン（テレビ朝日・九州朝日放送の共同制作(2021年まで)2022年から九州朝日放送の単独制作）
- 東京国際女子マラソン（テレビ朝日制作。2008年まで）
- EXPO EKIDEN 2025(ABCテレビ制作)(本大会のみ3月16日に開催)